# Luminizm

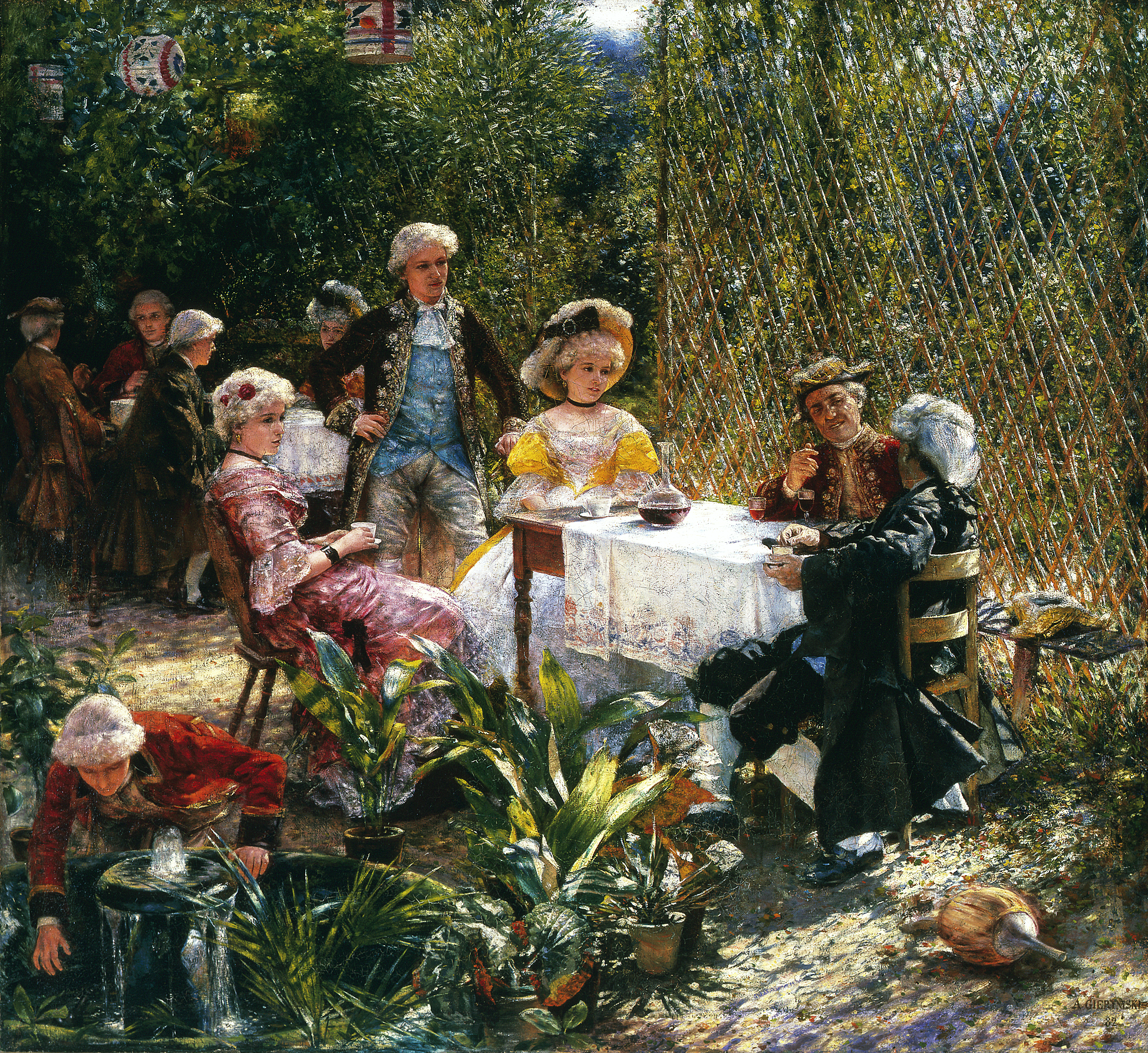
Aleksander Gierymski, W altanie, 1882

Luminizm – sposób kształtowania kompozycji malarskiej za pomocą gry światła.
- monochromatyczny – uwypuklenie światła przy dominującej tonacji jednobarwnej (Caravaggio, Rembrandt, Georges de La Tour)
- kolorystyczny – światło jako czynnik wyzwalający wibrację kolorystyczną (Hendrick ter Brugghen, Aleksander Gierymski, Claude Lorrain, Camille Pissarro, Joaquín Sorolla y Bastida, William Turner, John Frederick Kensett)